# Батура Борис Васильович
Борис Васильович Батура (біл. Барыс Васільевіч Батура, рос. Борис Васильевич Батура; нар. 28 липня 1947, Вовковиськ, Гродненська область, БРСР, СРСР) — білоруський державний діяч, Голова Могильовського обласного виконавчого комітету (2000–2008), голова Ради Республіки (2008–2010), Голова Мінського облвиконкому (травень 2010 — листопад 2013).

## Біографія
У 1970 році закінчив Білоруський політехнічний інститут.
З 1970 року — майстер цеху.
Працював інженером-технологом, виконуючим обов'язки начальника відділу технічного контролю установи УЖ-15/11 УВС Гродненського обласного виконавчого комітету.
З 1973 по 1979 — начальник Волковиського комбінату комунальних підприємств управління комунального господарства Гродненського облвиконкому.
З 1979 по 1983 — заступник начальника управління житлово-комунального господарства Гродненського облвиконкому.
З 1983 по 1984 — перший заступник начальника виробничого управління житлово-комунального господарства Гродненської області.
З 1984 по 1987 — начальник виробничого управління житлово-комунального господарства при Гродненському облвиконкомі.
З 1987 по 1990 — заступник міністра житлово-комунального господарства БРСР.
З 1990 по 1999 — міністр житлово-комунального господарства.
З 1999 по 2000 — заступник прем'єр-міністра Білорусі.
З 2000 по 2008 — голова Могильовського облвиконкому.
З 2000 року — член Ради Республіки Національних зборів Білорусі, призначався за квотою Президента Білорусі.
З 31 жовтня 2008 по 20 травня 2010 — голова Ради Республіки Національних зборів Білорусі IV скликання.
З 20 травня 2010 по 8 листопада 2013 — голова Мінського обласного виконавчого комітету.
Голова Ради із взаємодії органів місцевого самоврядування при Раді Республіки Національних зборів Білорусі.
Голова Міжпарламентської Асамблеї Євразійського економічного співтовариства (МПА ЄврАзЕС), заступник Голови Парламентського Зборів Союзу Білорусі і Росії, член Ради Міжпарламентської Асамблеї держав — учасниць Співдружності Незалежних Держав (МПА СНД), член Ради Парламентської Асамблеї Організації Договору про колективну безпеку (ПА ОДКБ).

## Нагороди
- Орден Вітчизни II ступеня, Білорусь (2007)
- Орден Вітчизни III ступеня, Білорусь
- Орден «Знак Пошани» (1986)
- Ювілейна медаль «90 років Збройних Сил Республіки Білорусь»
- Заслужений працівник сфери обслуговування Білорусі (1997)
- Почесна грамота Національних зборів Білорусі
- Почесна грамота Ради Міністрів Білорусі
- Почесний громадянин міста Могильова
- Орден Слави і Честі III ступеня (РПЦ, 2013 рік)
- Орден святителя Кирила Туровського, Білоруський екзархат РПЦ (2007)